# ジュリアン・グレイ
ジュリアン・レイモンド・グレイ（Julian Raymond Gray, 1979年9月21日 - ）は、イングランド・ルイシャム出身の元サッカー選手。現役時代のポジションはFW。

## 来歴
アーセナルFCのユース出身。2008年夏にローン移籍でフラムFCへ加入した。2009年2月には、フラムへ完全移籍となった。
キプロス・ファーストディヴイジョンのネア・サラミス・ファマグスタFCでのプレーを経て、2013年9月27日にウォルソールFCへ短期契約で復帰。翌年1月21日、契約満了により同クラブを退団した。

## 所属クラブ
- アーセナルFC 1996-2000
- クリスタル・パレスFC 2000-2004

→  カーディフ・シティFC 2003 (loan)
- バーミンガム・シティFC 2004-2007
- コヴェントリー・シティFC 2007-2009

→  フラムFC 2008 (loan)
- フラムFC 2009
- バーンズリーFC 2009
- ウォルソールFC 2010-2011
- ネア・サラミス・ファマグスタFC 2011-2013
- ウォルソールFC 2013-2014